# Гронди (Верушовський повіт)
Гронди (пол. Grądy) — село в Польщі, у гміні Галевиці Верушовського повіту Лодзинського воєводства.
У 1975-1998 роках село належало до Каліського воєводства.